# 七鎮鳥龍屬
七鎮鳥龍屬（學名：Heptasteornis）是一屬上白堊紀的小型恐龍，目前的狀態為疑名。模式種安德魯七鎮鳥龍（H. andrewsi）是目前的唯一種，是由科林·哈里森（Colin Harrison）及西爾·沃克（Cyril Walker）於1975年描述的，兩人當時將這些化石敘述成是種巨大的史前貓頭鷹。七鎮鳥龍原先被包含於沼澤鳥龍中，兩者的模式標本最初被認為來自於同一個體，被標上相同的標號，但近期被發現是個錯誤。
七鎮鳥龍的化石發現於羅馬尼亞特蘭西瓦尼亞哈提格盆地的Sânpetru地層，年代為晚馬斯垂克階，約6,800萬年前到6,550萬年前。屬名在希臘文中意為「七座城市的鳥」或「七座城堡的鳥」，是以特蘭西瓦尼亞的古地名為名，種名則是以首次發現標本的C.W. Andrews為名。
七鎮鳥龍的化石最初只有兩個斷裂的脛跗骨末端，分別為編號BMNH A4359（模式標本）與編號BMNH A1528標本。牠們的分類與分類位置有許多爭論，經常被認為是重腿龍或沼澤鳥龍的次異名。但由於牠的化石都是碎片，有關牠的資料十分之少，這個屬因而被認為是疑名

。
早在1988年，就有研究認為七鎮鳥龍屬於阿瓦拉慈龍科。七鎮鳥龍於2004年的重新評估中，被重新歸類於阿瓦拉慈龍科，使牠們成為第一個發現於歐洲的該科物種。重腿龍與沼澤鳥龍則被視為更進階型的手盜龍類。而模式標本則被認為是股骨的末端，另一個編號為FGGUB R.1957的標本，則可能也屬於七鎮鳥龍。
七鎮鳥龍、重腿龍、沼澤鳥龍都是發現於羅馬尼亞的獸腳類恐龍，七鎮鳥龍的學名中帶有「鳥類」一詞，卻是三者中與鳥類關係最遠的一個。

## 外部連結
- http://www.dinoruss.com/de_4/5a8b459.htm（页面存档备份，存于）
- https://web.archive.org/web/20110717025057/http://www.thescelosaurus.com/coelurosauria.htm